# Демократска странка војвођанских Мађара
Демократска странка војвођанских Мађара (мађ. Vajdasági Magyar Demokrata Párt, VMDP) је политичка странка у Србији која представља мађарску мањину. Залаже се за „личну аутономију“ за Мађаре у Војводини. Предводи га Бела Чорба.

## Резултати избора

### Парламентарни избори
| Година | Гласови      | % од важећих | Мандати | Seat change | Напомене     | Влада             |
| ------ | ------------ | ------------ | ------- | ----------- | ------------ | ----------------- |
| 1997   | 16,986       | 0.41%        | 0 / 250 | Стагнација  |              | опозиција         |
| 2000   |              |              | 0 / 250 | Стагнација  |              | опозиција         |
| 2003   |              |              | 0 / 250 | Стагнација  |              | опозиција         |
| 2007   | 12,940       | 0.32%        | 0 / 250 | Стагнација  | Коалиција МС | опозиција         |
| 2008   | 74,874       | 1.81%        | 0 / 250 | Стагнација  | Коалиција МК | опозиција         |
| 2012   |              |              | 0 / 250 | Стагнација  |              | опозиција         |
| 2014   |              |              | 0 / 250 | Стагнација  |              | опозиција         |
| 2016   | 56,620       | 1,50 %       | 0 / 250 | Стагнација  | са СВМ       | подржана од Владе |
| 2020   | подржала СВМ | подржала СВМ | 0 / 250 | Стагнација  |              | подржана од Владе |
| 2022   | подржала СВМ | подржала СВМ | 0 / 250 | Стагнација  |              | подржана од Владе |
| 2023   | подржала СВМ | подржала СВМ | 0 / 250 | Стагнација  |              | подржана од Владе |

### Покрајински избори
Након покрајинских избора у Војводини 2004, странка је имала једног посланика у покрајинском парламенту Војводине, у Новом Саду.
На покрајинским изборима у Војводини 2008, странка је била део Мађарске Коалиције, која је освојила 7% гласова у првом кругу избора.

### Локални избори
На локалним изборима у Србији 2008, странка је била део Мађарске Коалиције, која је освојила највише гласова у Кањижи (50,91%), као и већину гласова у Сенти (31,87%), Бачкој Тополи (46,25%), Малом Иђошу (37,18%) и Бечеју (29,63%).